# Piroska János

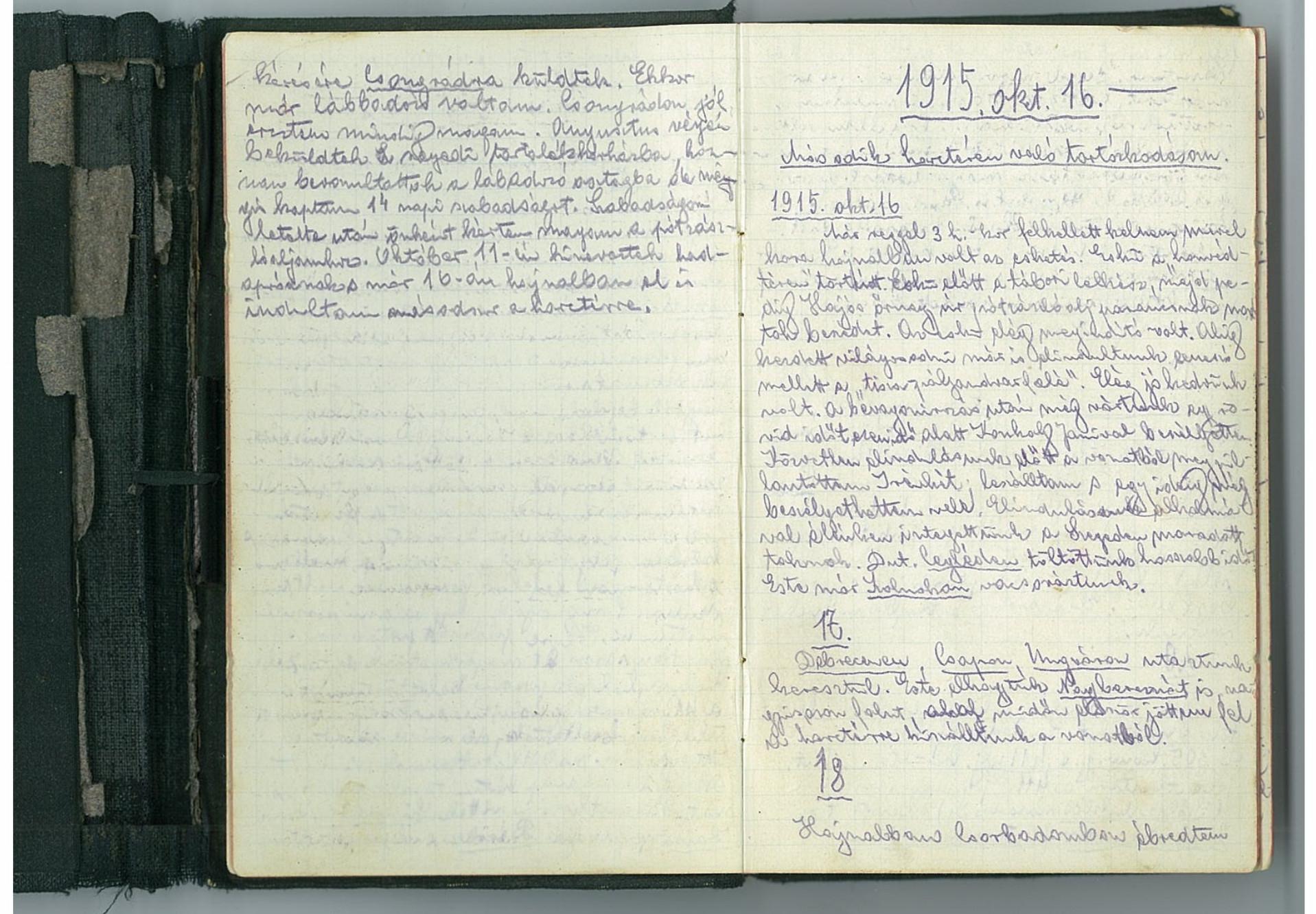
Piroska János első világháborús harctéri naplója – részlet a naplóból

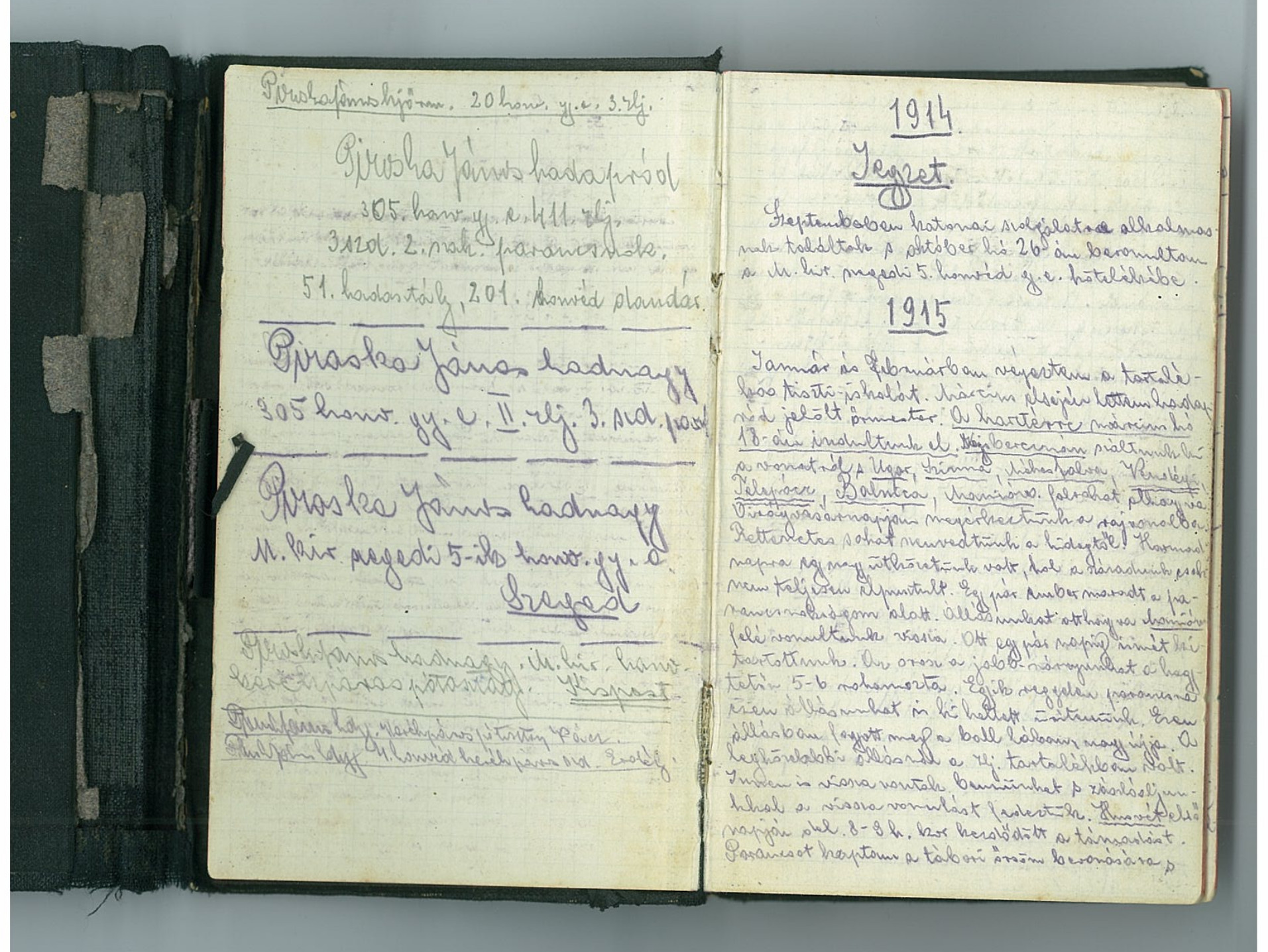
Piroska János első világháborús harctéri naplója – első oldal

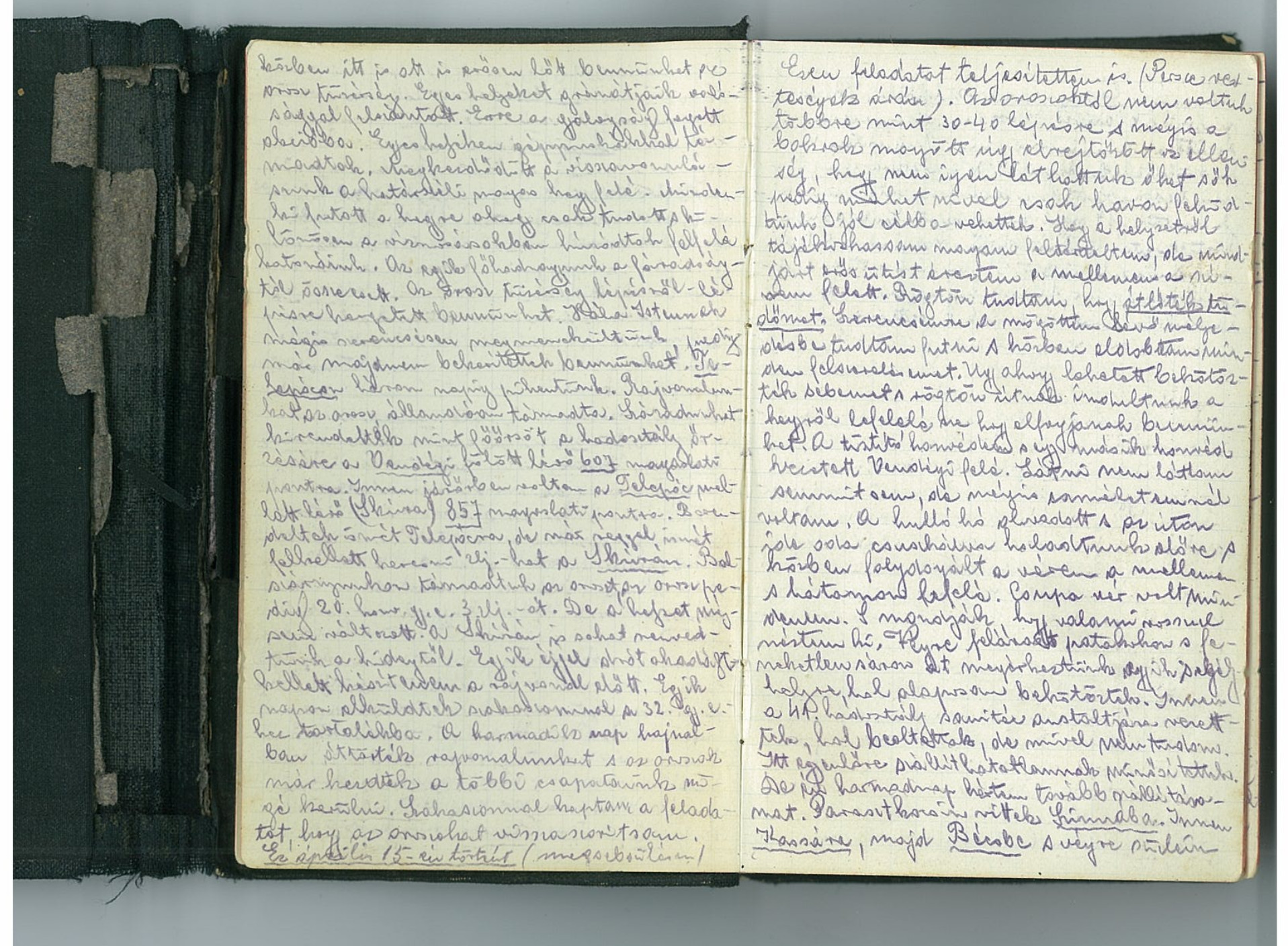
Piroska János első világháborús harctéri naplója – részlet a naplóból

Piroska János (Csongrád, 1894. június 25. – Csongrád, 1987. március 21.) magyar festőművész.

## Életpályája
Egy csongrádi bognármester legidősebb fiaként született. 1914-ben Szegeden érettségizett. Még ebben az évben bevonult az 5. honvéd gyalogezredbe. 1915-ben az orosz frontra vitték, ahol kétszer is súlyosan megsebesült. Végül az olasz frontról szerelt le főhadnagyi rangban. 1921 szeptemberében beiratkozott a Képzőművészeti Akadémiára, ahol Glatz Oszkár, Edvi Illés Aladár és Rudnay Gyula voltak a mesterei.
A rajztanári diploma megszerzése után 1926-ban beiratkozott a szegedi Ferenc József Tudományegyetem jogi fakultására, 1930-ban államtudományi doktorrá avatták. 1933-ban Csongrád főjegyzője, majd polgármestere lett. Az a nyolc év, amíg a várost irányította – a nagyszabású építkezések, az út- és csatornaépítési munkálatok, a parkosítás – meghatározta Csongrád új képének kialakulását. A vármegyei vezetés azonban személyes ellentétek miatt 1941-ben nyugdíjaztatta.
1938-ban feleségül vette Svastits Evelint, két leányuk született, Éva] és Réka. A nyugdíjazást követő évei gazdálkodással és festéssel teltek. Az oroszok bejövetele elől családjával Budapestre ment, az ostromot ott élték át. Visszatértekor, 1945 februárjában a rendőrség letartóztatta, s bár a népbíróság később minden vád alól felmentette, nyugdíjától és vagyonától egyaránt megfosztották. Végül 1952 októberében családjával együtt kitiltották Csongrádról és kényszertartózkodási helyül a Hortobágyot határozták meg. Egy év múlva, a hortobágyi munkatábor – ahol asztalosként dolgozott – felszámolása után hazamehetett.
Bár az 1956-os események alatt közéleti szereplést csak rövid időre vállalt, letartóztatták majd rendőri felügyelet alá helyezték. Mindezen megpróbáltatások után visszavonult csongrádi szőlőskertjébe, s életének hátralevő évtizedeiben csak festett. Hosszú ideig nem szerepelhetett tárlatokon, elszigeteltsége csak a hetvenes évek végén oldódott fel.
Csongrád városa posztumusz Pro Urbe díjjal tisztelgett életműve előtt. Leányai által felajánlott akvarelljei, festői életművének java a csongrádi Városi Galéria 
állandó kiállításán láthatóak. A külföldre szakadt magyarok révén számos alkotása jutott Nyugat-Európa országaiba, valamint az Egyesült Államokba, Kanadába és Ausztráliába is.

## Piroska János első világháborús harctéri naplója
A család segítségével jelent meg Piroska János első világháborús harctéri naplója. A napló első bejegyzése 1914 szeptemberében, az utolsó bejegyzés 1918. szeptember 16-án történt. A napló 4 év harctéri szolgálat eseményeit tartalmazza, szinte naponkénti bejegyzések formájában. A napló tintaceruzával íródott, időközben a több, mint 100 év alatt sokat halványodott. Az utolsó, 24. órában került megmentésre. 45 darab, többnyire a harctéren készített fénykép is szerepel a könyvben.
A napló bemutatja, milyen feladatok elé került az iskolapadból éppen kikerülő csongrádi fiatalember, milyen kihívások érték, és ő hogyan teljesítette kötelességét. Az őt későbbiekben is jellemző tulajdonságok: pontosság, jó megfigyelőkészség, a vezetésre való alkalmasság, a beosztottjai iránt érzett felelősségérzet már ekkor is nyomon követhető.
ISBN 978 615 01 3927 2

## Kitüntetései
- Csongrád város posztumusz Pro Urbe díj (1989)
- Csongrád város posztumusz díszpolgári cím (2007)
- Csongrád Megyei Önkormányzat Posztumusz Alkotói díj (2007)

## Kiállítások
- Piroska János (1894-1987) festőművész (akvarell) gyűjteményének állandó bemutatása a csongrádi Városi Galériában.[2]

- 1967: Szentes, Koszta József Múzeum képtára
- 1968: Debrecen, Tanítóképző Intézet Ifjúság Klubja
- 1970: Balassagyarmat, Horváth Endre Galéria; Szeged, Móra Ferenc Múzeum Horváth Mihály utcai képtára
- 1971: Szolnok, Damjanich János Múzeum
- 1975: Hódmezővásárhely, Medgyessy-terem
- 1976: Biharkeresztes, Művelődési ház; Berettyóújfalu, Városi Kórház kultúrterme
- 1977: Kecskemét, Megyei Kórház; Hódmezővásárhely, Medgyessy-terem
- 1978: Hódmezővásárhely, Városi Galéria; Mindszent, Tisza Művelődési Ház
- 1981: Csongrád, Művelődési Központ
- 1982: Pécs, Építők Klubja
- 1983: Szarvas, Tessedik Sámuel Múzeum
- 1984: Szekszárd, Szakszervezeti Művelődési Ház; Csongrád, Múzeum
- 1985: Szolnok, Helyőrségi Művelődési Otthon; Csongrád, Művelődési Központ
- 1986: Győr, Balázs Béla Általános Művelődési Központ; Makó, József Attila Múzeum
- 1987: Budapest, Fáklya Klub
- 1989: Budapest, Duna Galéria; Csongrád, Ifjúsági ház
- 1990: Csongrád, Városi Galéria
- 1991: Szentes, Művelődési központ
- 1992: Szeged, Megyeház aulája
- 1993: Kiskunfélegyháza, Városi Galéria
- 1994: Csongrád, Városi Galéria
- 1998: Kolozsvár, Györkös Mányi Albert Galéria; Székelyszentistván, Barátossy kúria
- 2002: Rozsnyó, Rákóczi Magyar Ház
- 2003: Szegvár, Művelődési Ház
- 2007: Szeged, Megyeház aulája
- 2007: Szeged, DÉMÁSZ székház
- 2008: Hajdúszoboszló, Bocskai István Múzeum; Kiskunfélegyháza, Móra Ferenc Művelődési Központ
- 2010: Szentes, Művelődési Központ
- 2010: Szeged, DÉMÁSZ Kultúrház
- 2012: Csongrád, Múzeumok Éjszakája
- 2013: Budapest, Duna Palota
- 2016: Csongrád, Csongrád Galéria[3]

#### Csoportos
- 1929: Ernst Múzeum
- 1929: Műcsarnok
- 1981: Magyar akvarellfestők kiállítása, London
- Az egri Akvarell Biennálék, a hódmezővásárhelyi Délalföldi Tárlatok és a Szolnok megyei Téli Tárlatok gyakori résztvevője

## Képgaléria

Piroska János munkássága képekben
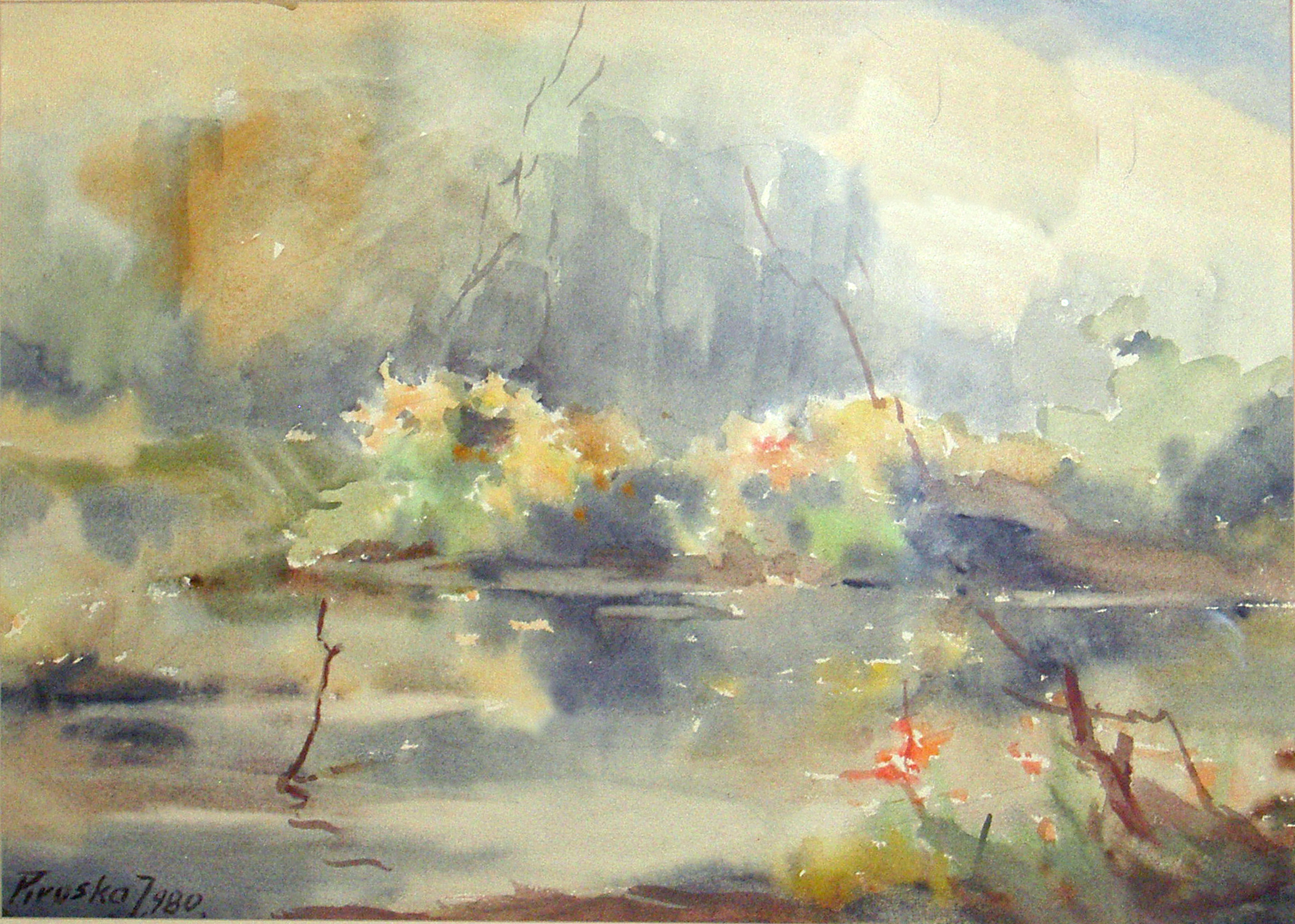
Tavaszi áradáskor, akvarell, 1980
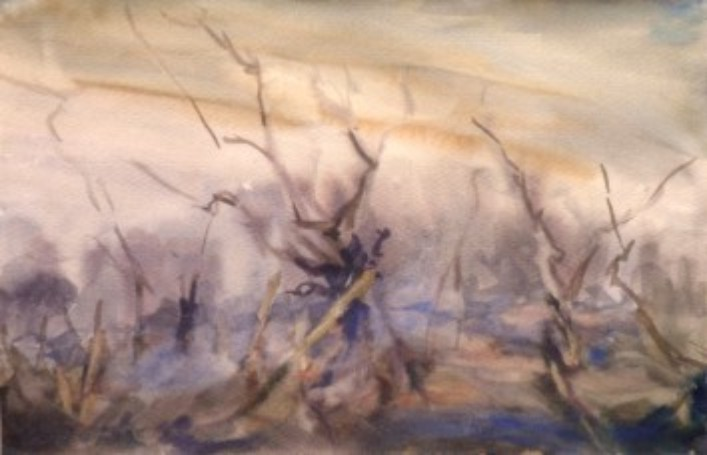
Alkony az ártéren I.,akvarell, 1977
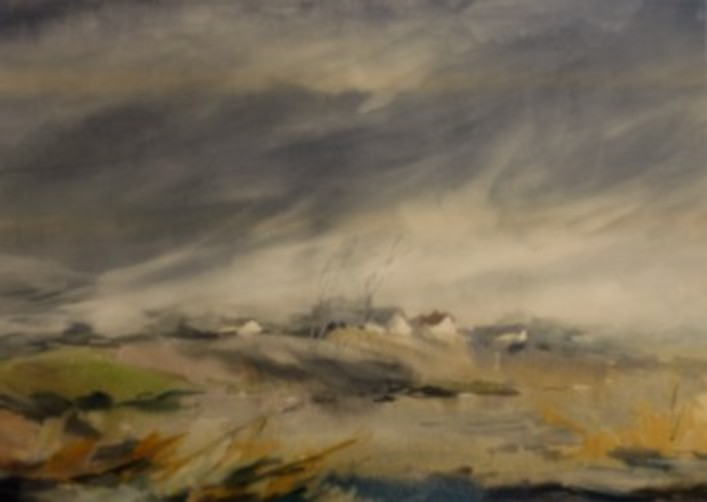
Alföld, akvarell, é.n.
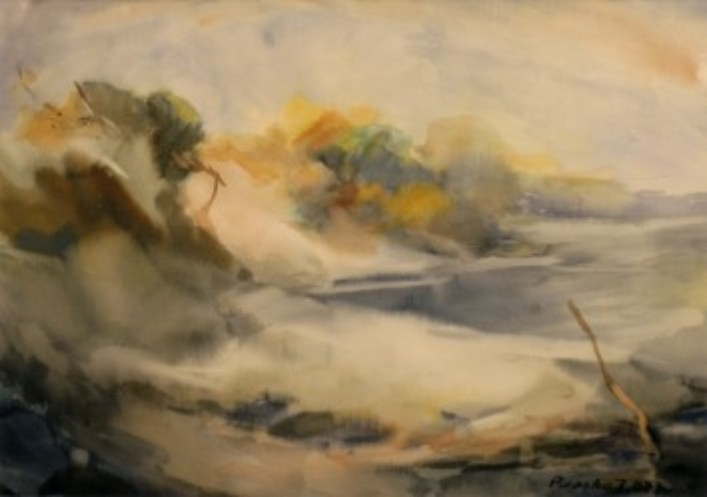
Homokzátony, akvarell, 1973
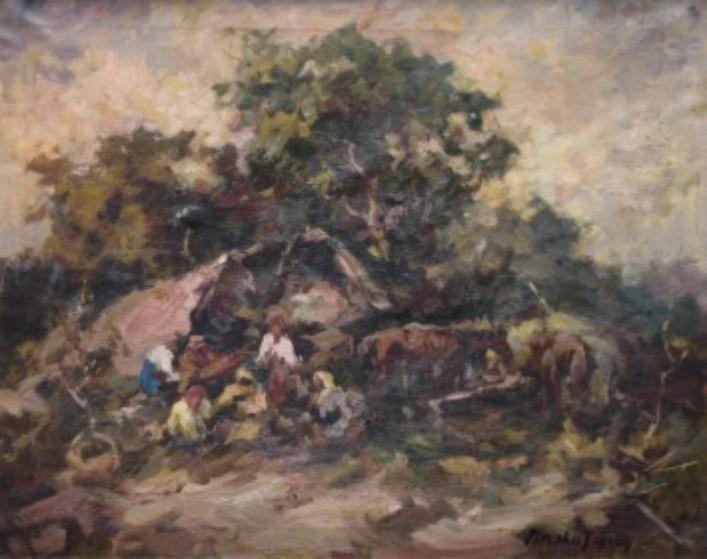
Cigánykaraván, olajfestmény, 1930
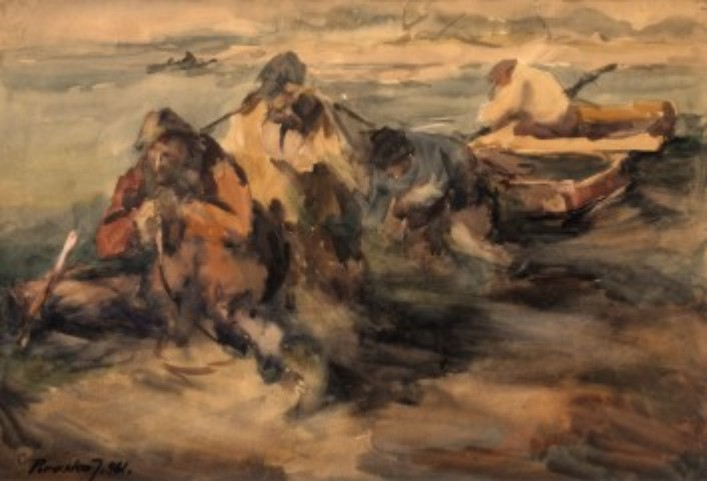
Csónakhúzó halászok, akvarell, 1981
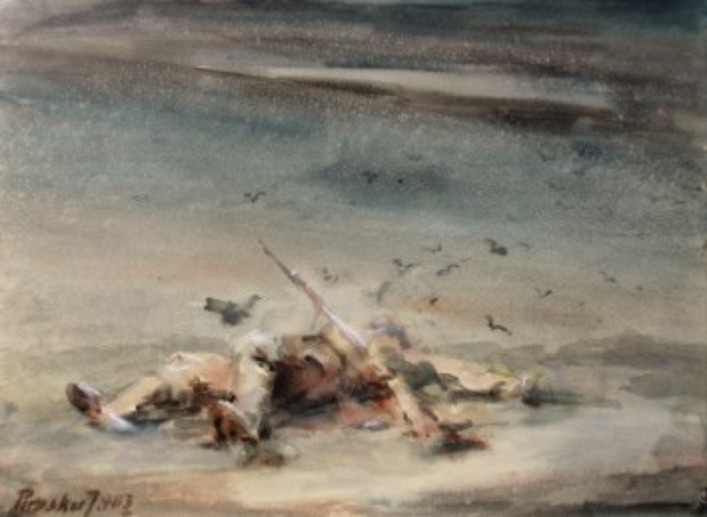
Elesett katona, akvarell, 1983
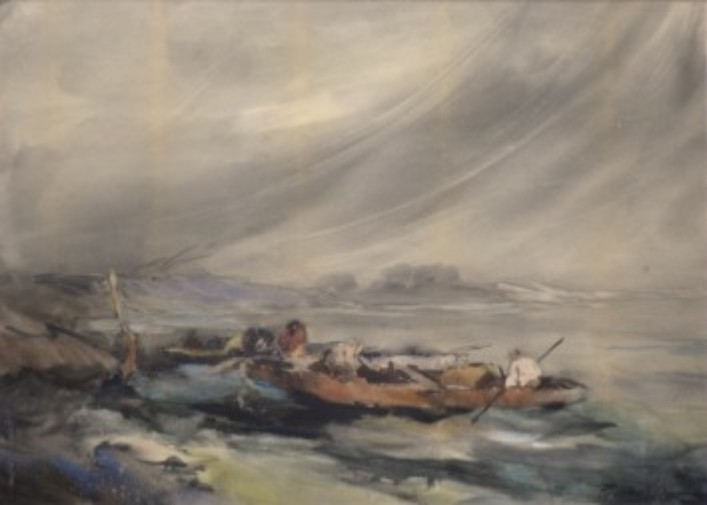
Háborgó Tisza, akvarell, 1974
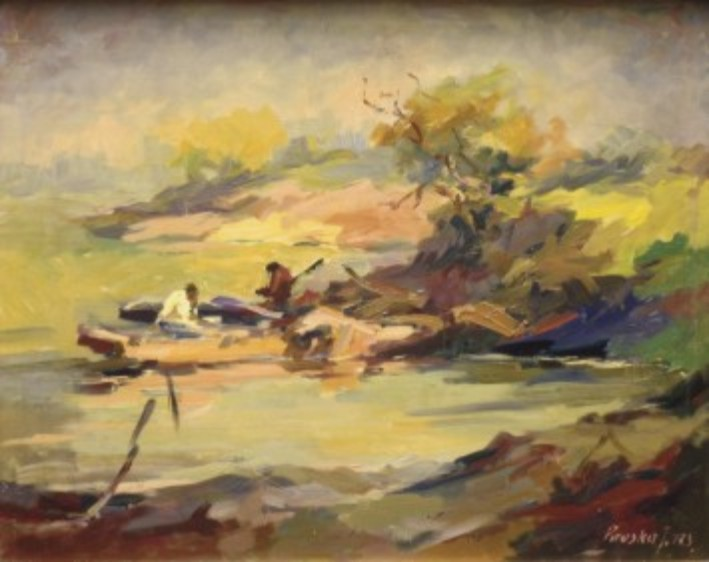
Két halász ladikban a Tiszán, olajfestmény 1973
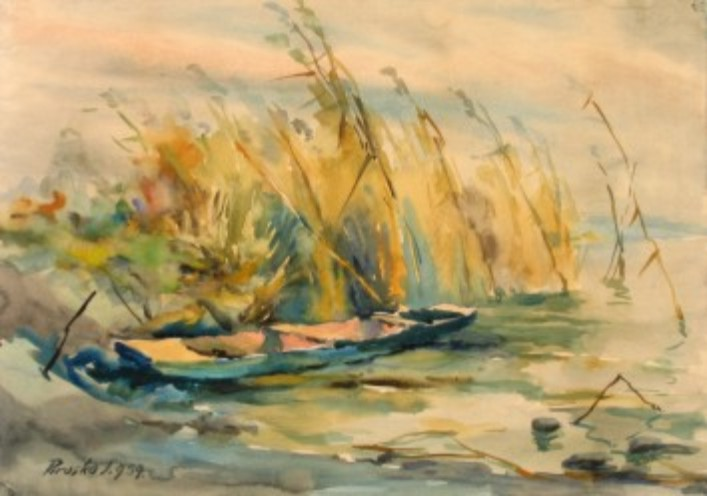
Csónak a Holt-Tiszán, akvarell, 1939
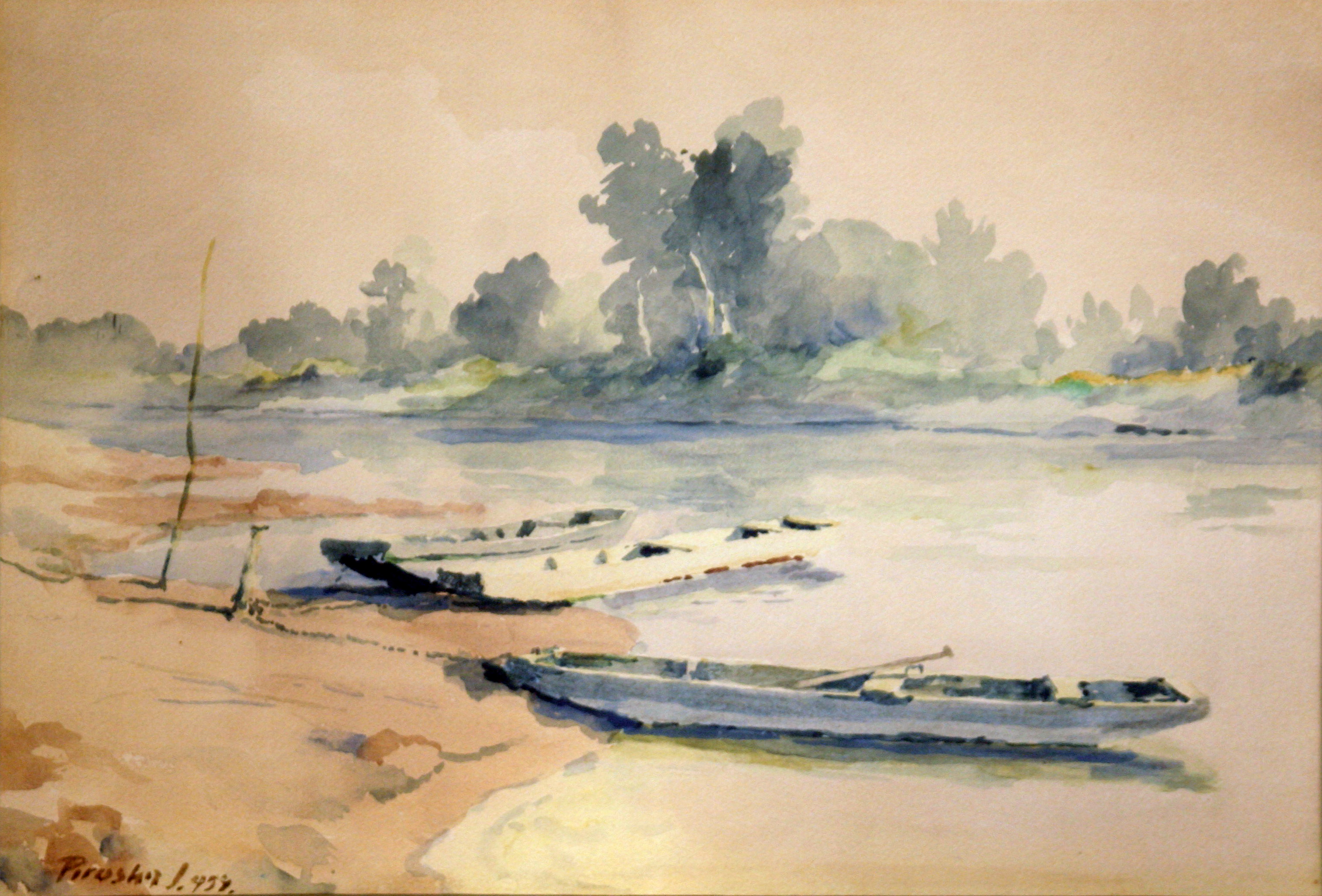
Nyári Tisza part, akvarell, 1954
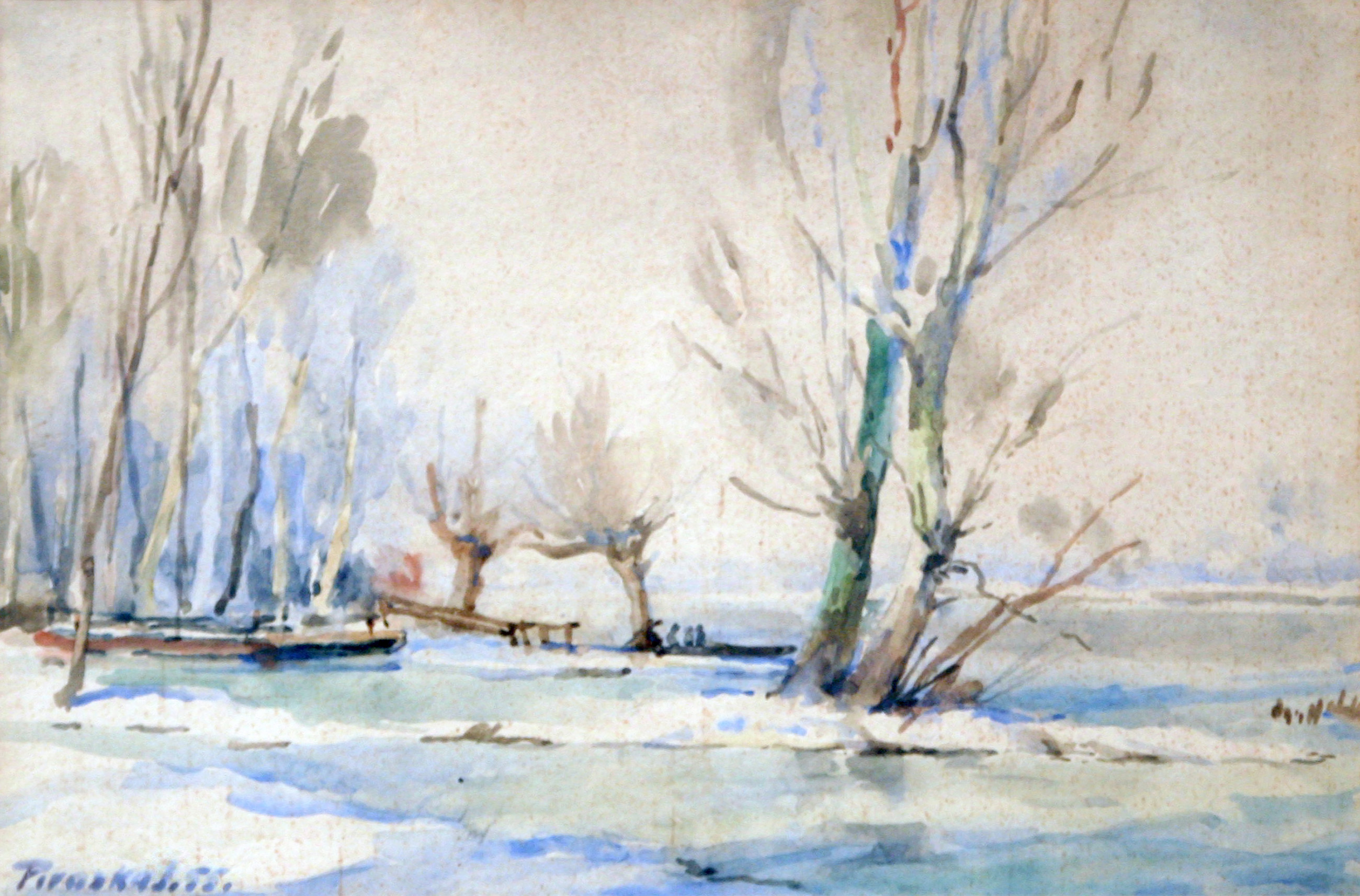
Téli ártér, akvarell, 1955
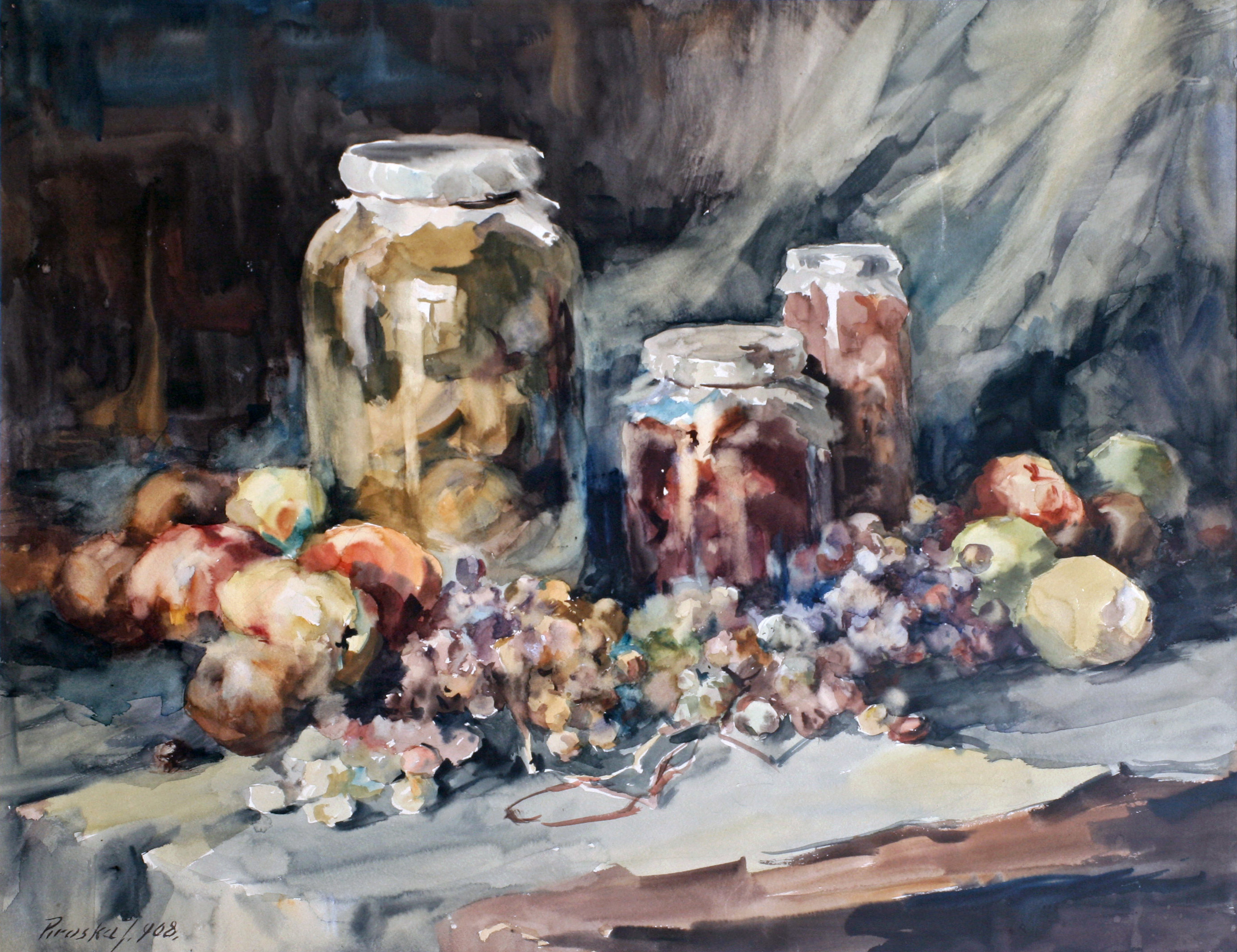
Befőttes csendélet II., akvarell, 1968
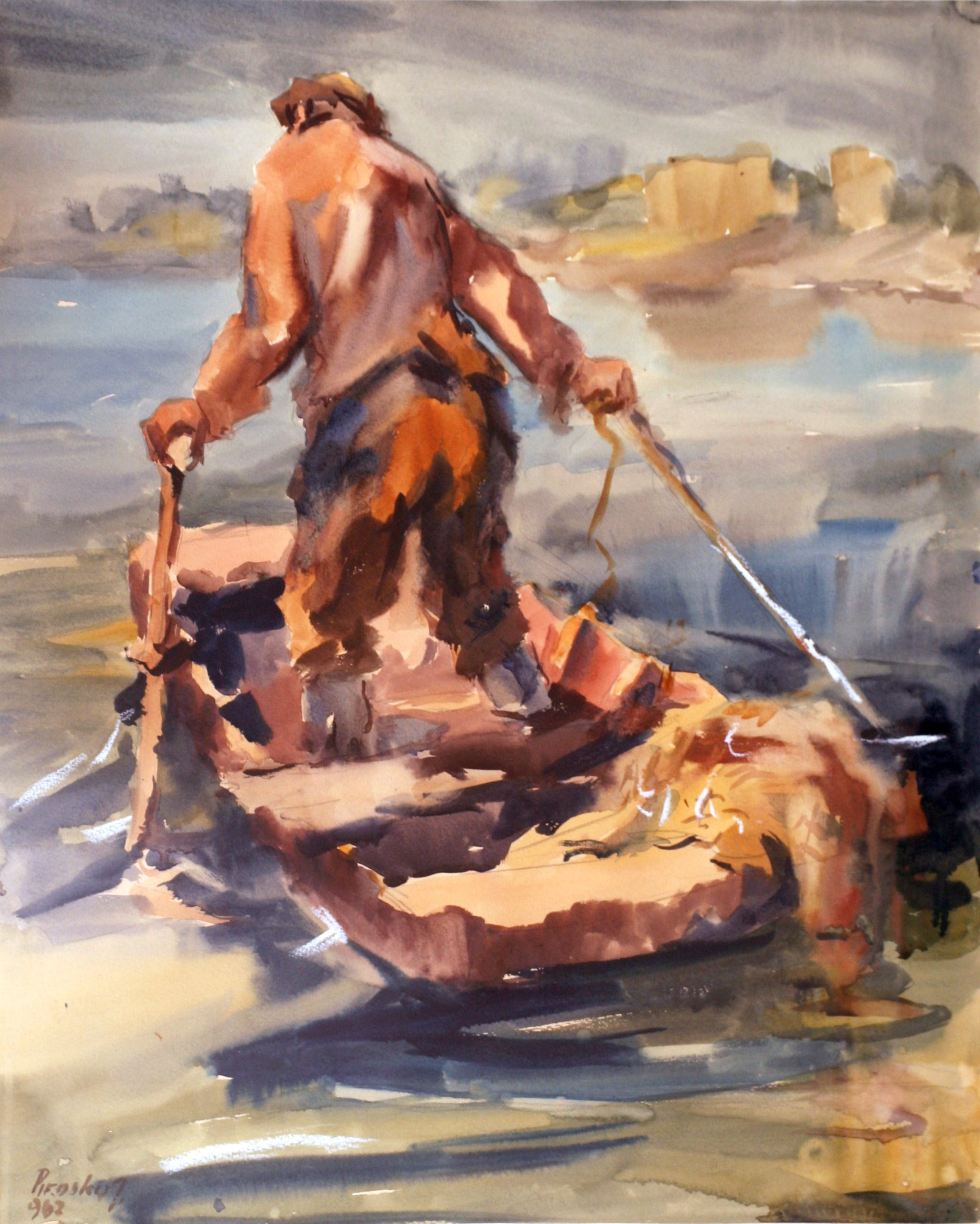
Kecéző halász, akvarell, 1962
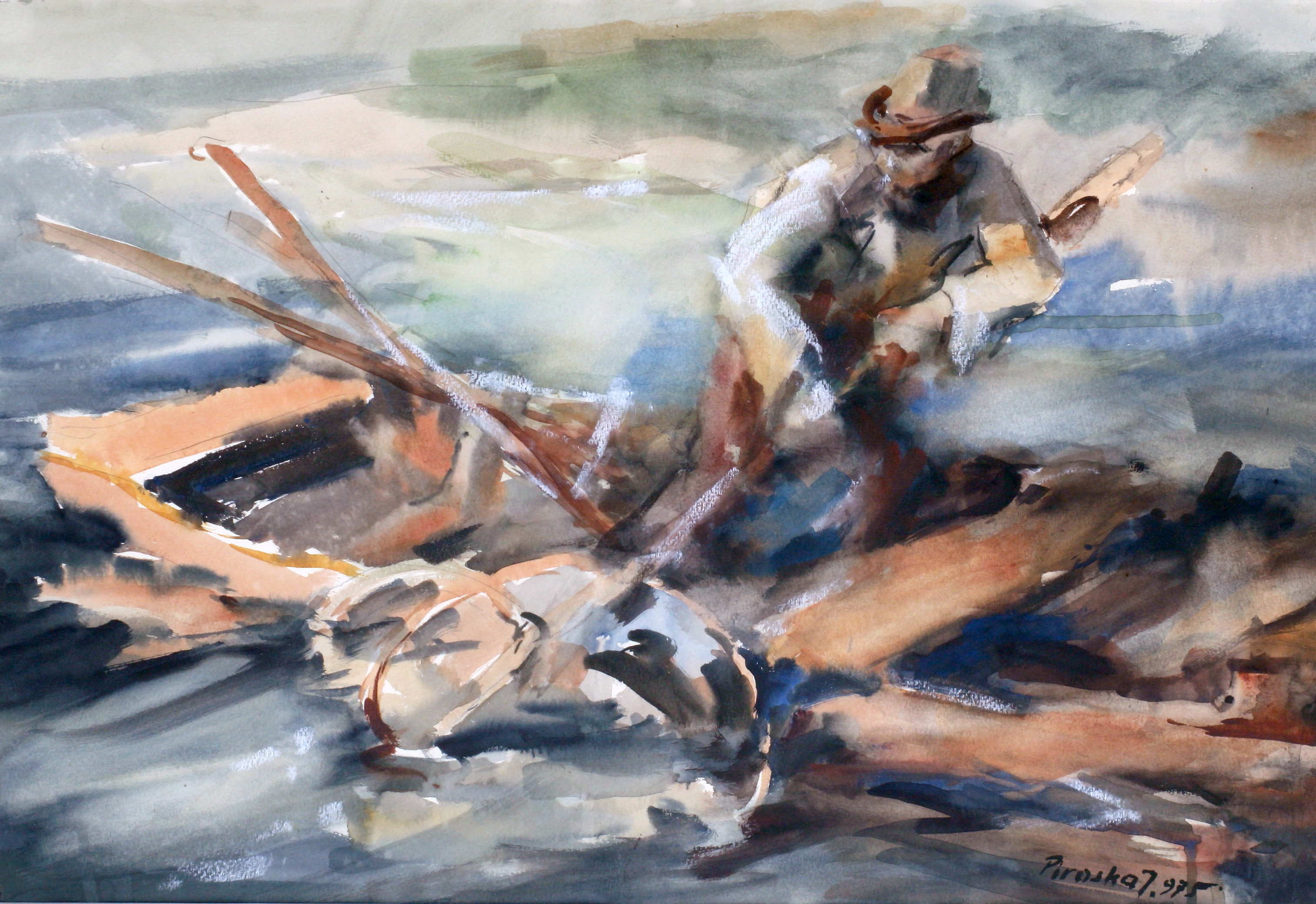
Varsaszedő halász, akvarell, 1985
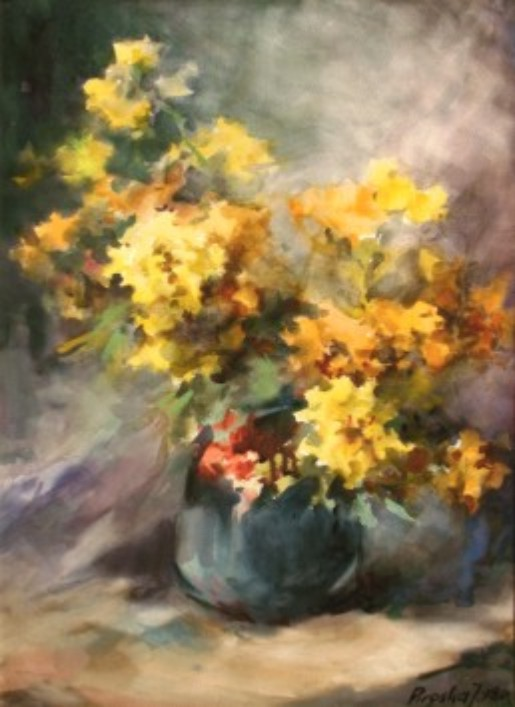
Bársonyka II., akvarell, 1980
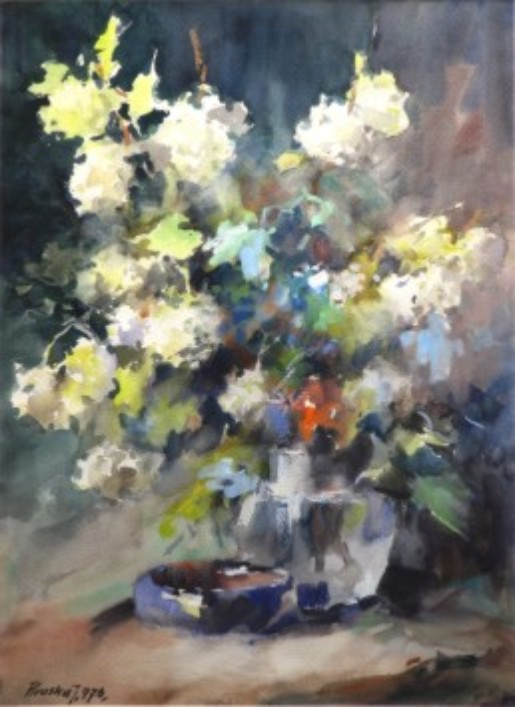
Labdarózsák, akvarell, 1976
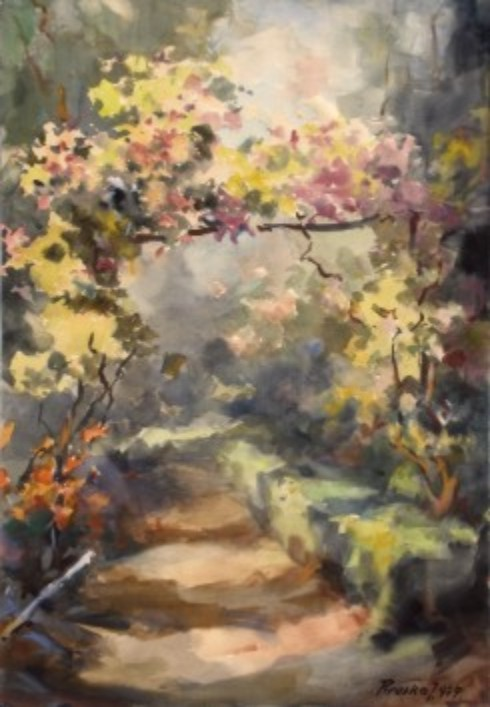
Kertünk, akvarell, 1979